# Vieux-Berquin

Vieux-Berquin este o comună în departamentul Nord, Franța. În 1 ianuarie 2022 avea o populație de 2.641 de locuitori.